# اچ‌دی ۴۳۱۹۷
اچ‌دی ۴۳۱۹۷ یک ستاره است که در صورت فلکی سگ بزرگ قرار دارد.